# Pit Morell
Pit Morell auch Jean Pit Morell (* 4. Januar 1939 in Kassel) ist ein deutscher Maler, Grafiker, Radierer, Zeichner, Illustrator, Bildhauer, Lyriker und Erzähler des Phantastischen Realismus.

## Hugenottische Vorfahren
Seit dem 17. Jahrhundert siedelten sich die hugenottischen Vorfahren Pit Morells im heutigen Hofgeismarer Stadtteil Kelze an.

## Lebenslauf
Pit Morell wurde 1939 in Kassel geboren, lebte kriegsbedingt nach der Zerstörung der Stadt Kassel 1943 während des Zweiten Weltkriegs bis zum Kriegsende im Reinhardswald bei seiner Tante. 1946 zog er nach Hohenkirchen um.
1951 wohnte er in Sielen und wuchs danach im heutigen Hofgeismarer Stadtteil Hümme (HUMI) auf. Dort bekam er Zeichenunterricht bei Lehrer Hinze und Anregungen durch den Maler und Bildhauer Wilhelm Hugues. Die Kindheitserinnerungen an das Dorf Hümme bestimmen zahlreiche Arbeiten des phantastisch-realistischen Künstlers. Von 1954 bis 1957 absolvierte Morell eine kaufmännische Lehre in Kassel. Ab 1958 begann Morell ein Grafik-Studium an der Staatlichen Werkkunstschule bei dem Kleeschüler Prof. Hüffner. Im gleichen Jahr reiste er mit einem Fahrrad erstmals nach Paris. Die beiden Folgejahre verbrachte er abwechselnd in München und Kassel.
1960 heiratete Pit Morell Rosmarie Ellerlage.
Von 1960 bis 1963 wohnte Morell in Bremen. In Bremen verfasste er 1963 den Lyrikband „Tschikeung“, den er auch selbst illustrierte. 1963 stellte Pit Morell erstmals öffentlich seine Bilder in Berlin (West), in der Kreuzberger Kneipe "Leierkasten" vom 3. September bis 27. Oktober aus. Seine Bilder waren in der Berliner Kneipe in rauch- und biergeschwängerter Luft zu bewundern. Mit Abschluss des Grafikstudiums in Kassel arbeitet Pit Morell seit 1964 als freischaffender Künstler in Worpswede. Hier entstehen seine phantastisch-realistischen Arbeiten, insbesondere Zeichnungen und Radierungen in Anlehnung an das bäuerliche Leben im Teufelsmoor und der Worpsweder Künstlerkolonie. 1965 folgten Ausstellungen von Buntstiftzeichnungen in der Galerie Sydow in Frankfurt und in der Galerie Brockstedt in Hamburg. Zudem erfand er sein Land „HUMI“, dessen Seltsamkeiten und Skurrilitäten er künstlerisch erarbeitete. 1967 schuf er mit dem Lyrikband „Signale“ ein von ihm eigenhändig illustriertes Buch. Einzelausstellungen waren nunmehr in der Kunsthalle Bremen, dem Niedersächsischen Landesmuseum für Kunst und Kulturgeschichte in Oldenburg sowie dem Kunstverein in Wiesbaden zu sehen. 1968 erhielt Pit Morell ein Stipendium der Aldegrever Gesellschaft in Münster sowie den Kunstpreis des Senats der Freien und Hansestadt Bremen. 1969 wurde ihm der Niedersächsische Kunstpreis für Bildende Kunst verliehen. 1970 illustrierte er für Ben Witter den Lyrikband Nebbich und ein Jahr später 1971 Ärgernisse. 1975 stellte er im Kunstverein Salzgitter Bilder und Kleinplastiken aus. 1976 erschien eine Künstlergemeinschaftsedition mit dem Titel Gruss an Luis Armstrong. 1977 nahm er an der documenta 6 in der Section Handzeichnungen in Kassel teil. 1979 erschien von Pit Morells Erzählung Die Treppen zur Muschel – Nachrichten aus Humi und Kampen-Skizzen und Text. Zudem illustrierte Pit Morell 1979 Sergius Golowins Die Magie der verbotenen Märchen und Elisabeth Alexanders Bums. 1982 folgte ein weiterer Parisaufenthalt, der durch ein Stipendium des Landes Niedersachsen ermöglicht wurde. 1983 stellte er in der Worpsweder Kunsthalle sowie im Oldenburger Kunstverein aus. 1986 erhielt er einen Lehrauftrag an der Hochschule für Künste Bremen.
2006 folgte eine viel beachtete Ausstellung mit dem Titel „Rückkehr nach Humi“. Pit Morells „Humi“ ist überall dort, wo sich das Große im Kleinen zu erkennen gibt.

## Preise
- 1995 wurde ihm der Kunst- und Kulturpreis des Landkreises Osterholz verliehen.

## Ausstellungen
- Dicke Bäuche und Angst vor dem Tod, Stadtbibliothek Lich 2015
- Pit Morell, Oldenburger Kunstverein, Oldenburg 9. Oktober – 13. November 1983
- documenta 6, Kassel 1977
- Bilder und Kleinplastiken, Galerie Brockstedt, Hamburg September – November 1975
- Fünf Künstler aus Worpswede: Uwe Hässler, Friedrich Meckseper, Pit Morell, Dieter Pieper, Kurt Schönen, Museum am Dom, Worpswede 10. Dezember 1972 – 14. Januar 1973

## Werke in Museen
- Leopold-Hoesch-Museum, Düren
- Kunstsammlung der Veste Coburg, Coburg
- Sammlung des Oldenburger Kunstvereins, Oldenburg